# 詹姆斯·阿瑟
詹姆斯·格雷格·阿瑟（英語：James Greig Arthur，1944年5月18日—），加拿大数学家，致力于调和分析，曾任美国数学学会主席。目前在多伦多大学数学系任教。

## 生平
阿瑟出生于安大略省的哈密尔顿。1966年、1967年先后获得多伦多大学学士和硕士学位。1970年获耶鲁大学博士学位。
1970年至1976年，他在耶鲁大学任教。1976年加入杜克大学。自1978年以来，他一直担任多伦多大学教授。

## 荣誉
阿瑟于1981年当选为加拿大皇家学会会员，1992年当选为皇家学会会员，2003年当选为美国艺术与科学学院的外籍名誉院士。2012年，成为美国数学学会的会士。

## 延伸阅读
- Langlands, Robert P. . Canadian Mathematical Bulletin. 2001, 44 (2): 160–209. ISSN 0008-4395. MR 1827854. doi:10.4153/CMB-2001-020-8.